# Сан Донато ди Нинеа
Сан Донато ди Нинеа (итал. San Donato di Ninea) је насеље у Италији у округу Козенца, региону Калабрија.
Према процени из 2011. у насељу је живело 556 становника. Насеље се налази на надморској висини од 800 м.

## Становништво
Према резултатима пописа становништва 2011. у општини је живело 1.491 становника.
| 1931. | 1936. | 1951. | 1961. | 1971. | 1981. | 1991. | 2001. | 2011. |
| ----- | ----- | ----- | ----- | ----- | ----- | ----- | ----- | ----- |
| 4.391 | 4.342 | 4.678 | 3.934 | 2.854 | 2.234 | 2.220 | 1.778 | 1.491 |

## Партнерски градови
- Montesano Salentino